# Benjamin Wegner (Industrieller)

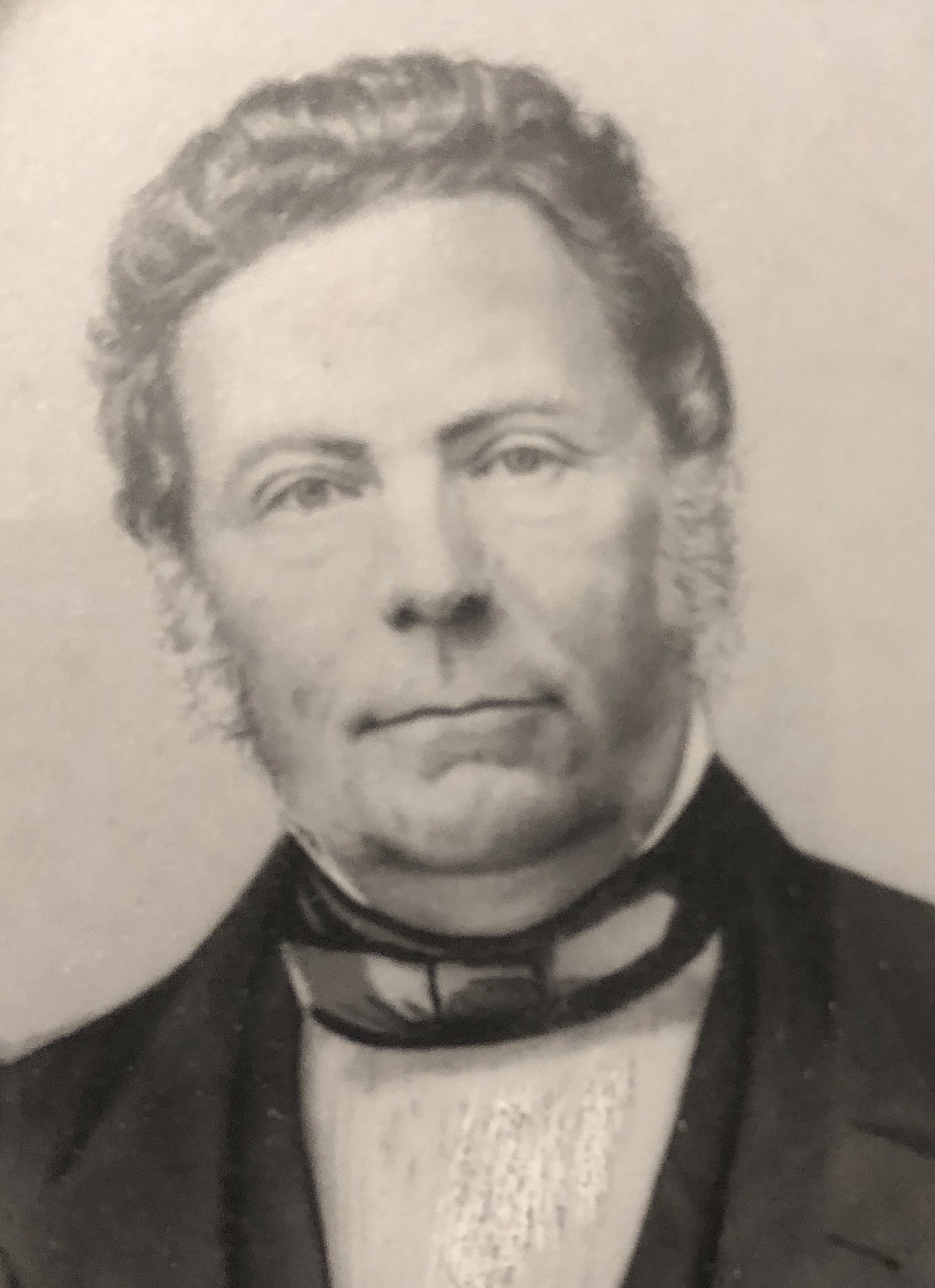
Benjamin Wegner

Jacob Benjamin Wegner (* 21. Februar 1795 in Königsberg, Ostpreußen; † 22. Mai 1864 in Christiania, Norwegen) war ein norwegischer Industrieller, Gutsbesitzer und Holzhändler deutscher Herkunft. Er war langjähriger Direktor und Mitinhaber von Norwegens größtem Industrieunternehmen, das Blaufarbenwerk Modum. Außerdem war er Miteigentümer der Hassel-Eisenhütte und Mehrheitseigentümer des Guts Haflund mit großen Waldbesitzungen und Sägewerken in Norwegen. 1836 kaufte er das Gut Frogner. Er war auch hanseatischer und portugiesischer Generalkonsul in Norwegen. Er war der Schwiegersohn des Hamburger Bankiers L.E. Seyler.

## Leben

### Frühes Leben
Jacob Benjamin Wegner war ein Sohn des „königlichen Polizei-Commissairs“ Johann Jacob Wegner (ca. 1757–1797) und der Regina Dorothea Harder (1770–1813). Er hatte einen Bruder, Friedrich Salomon Wegner, und mehrere Halbgeschwister; seine Mutter heiratete 1798 in zweiter Ehe den Schiffbauer Philipp Gutzeit.
Wegner wuchs in Königsberg auf und absolvierte dort eine Kaufmannslehre. Um 1820 übersiedelte er nach Berlin und war als selbständiger Makler im baltischen und britischen Holz- und Getreidegroßhandel tätig, mit häufigen Aufenthalten in London. Es entwickelte sich eine enge Zusammenarbeit mit dem englischen Handelshaus Isaac Solly and Sons, mit dessen Teilhaber, dem englischen Kunstsammler Edward Solly, er befreundet war. Als Solly in wirtschaftliche Schwierigkeiten geriet, vermittelte Wegner 1821 den Verkauf von Sollys Gemäldesammlung mit über 3.000 Bildern an den preußischen König Friedrich Wilhelm III. für 500.000 Reichstaler, der sie als Grundstock der Berliner Königlichen Museen stiftete.

### Industrieller in Norwegen

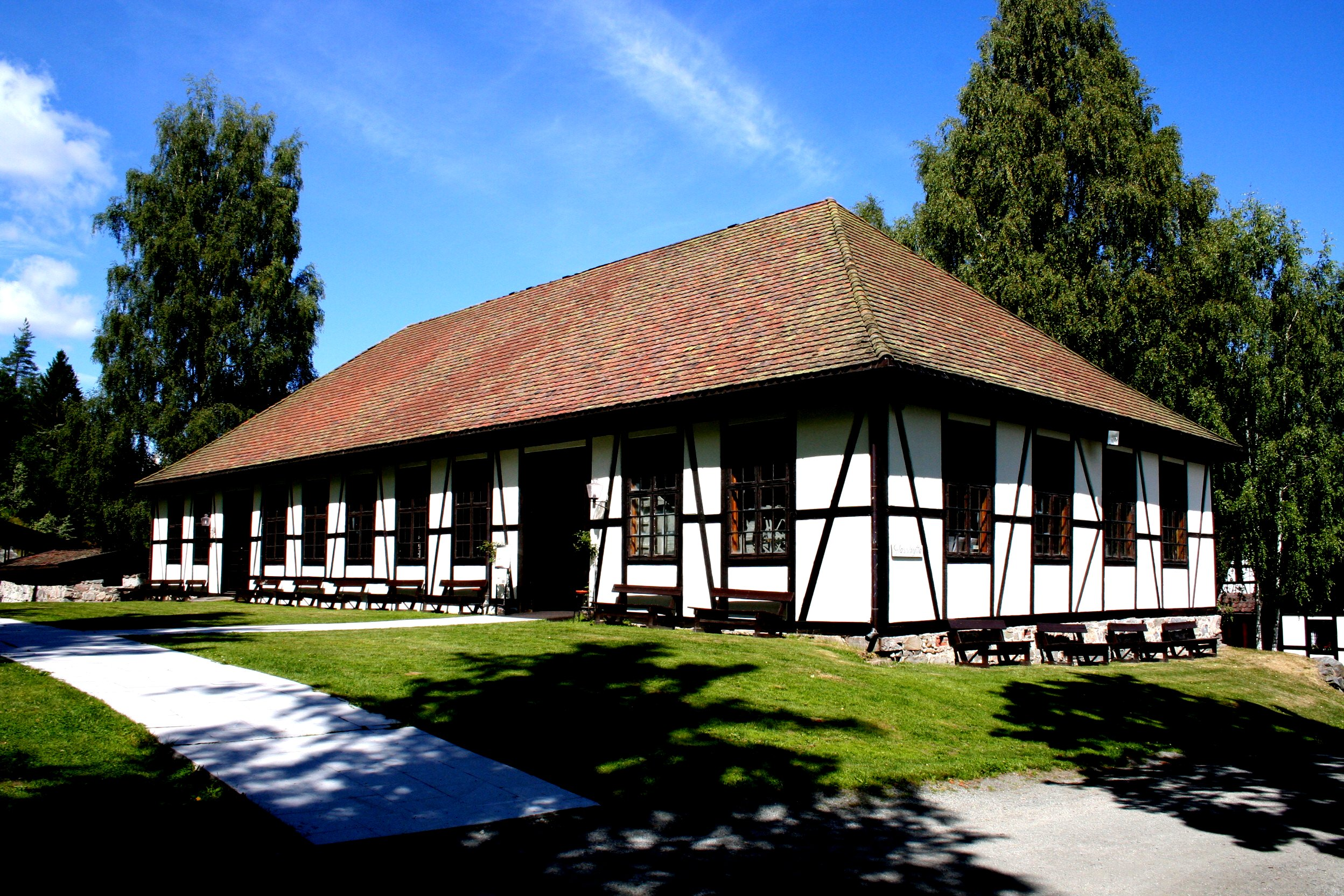
Glashütte des Blaufarbenwerks Modum

1822 kaufte Wegner gemeinsam mit dem Bankier Wilhelm Christian Benecke das Blaufarbenwerk Modum in Norwegen. Er übersiedelte im selben Jahr nach Norwegen und leitete das Blaufarbenwerk bis 1849 als Generaldirektor. Das Werk war das größte Industrieunternehmen Norwegens. Wegner steigerte nicht nur den Absatz, sondern führte auch umfassende sozialpolitische Reformen zum Vorteil der Arbeiter ein, so dass er als einer der Ahnherrn des norwegischen Wohlfahrtsstaates gilt.
1836 kaufte er das Gut Frogner (mit Frognerseteren und dem heutigen Frognerpark) in Aker bei Christiania, das er bis 1849 bewohnte. Außerdem war er Miteigentümer (zu 50 %) der Hassel-Eisenhütte und Mehrheitseigentümer des Guts Haflund mit großen Waldbesitzungen und Sägewerken in Norwegen. Im Jahr 1856 gründete er mit Iver Albert Juel die Holzfirma Juel, Wegner & Co. auf der Grundlage ihrer Anteile am Wasserfall Sarpsfossen.
Wegner, der zumindest deutsch, englisch, französisch und norwegisch sprach, war Generalkonsul der Hansestädte Hamburg (wo seine Schwiegerfamilie im Senat vertreten war), Lübeck und Bremen sowie des Königreiches Portugal in Norwegen.

## Familie

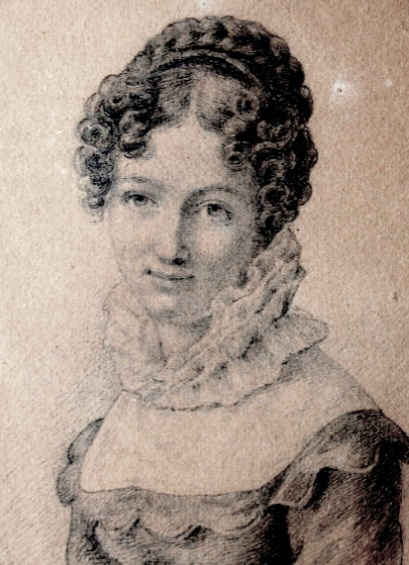
Henriette Seyler (1822), Mitglied der hanseatischen Bankiersfamilie Berenberg/Gossler/Seyler

Am 15. Mai 1824 heiratete Wegner in der Hamburger Hauptkirche St. Nikolai Henriette Seyler (1805–1875), eine Tochter des Hamburger Bankiers L. E. Seyler, Chef und Mitinhaber der Berenberg Bank, und der Anna Henriette Goßler. Sie war Enkeltochter des Bankiers Johann Hinrich Gossler und der Elisabeth Berenberg sowie des Theaterprinzipals Abel Seyler. Henriette Seyler war eine Cousine des Hamburger Ersten Bürgermeisters Hermann Goßler.

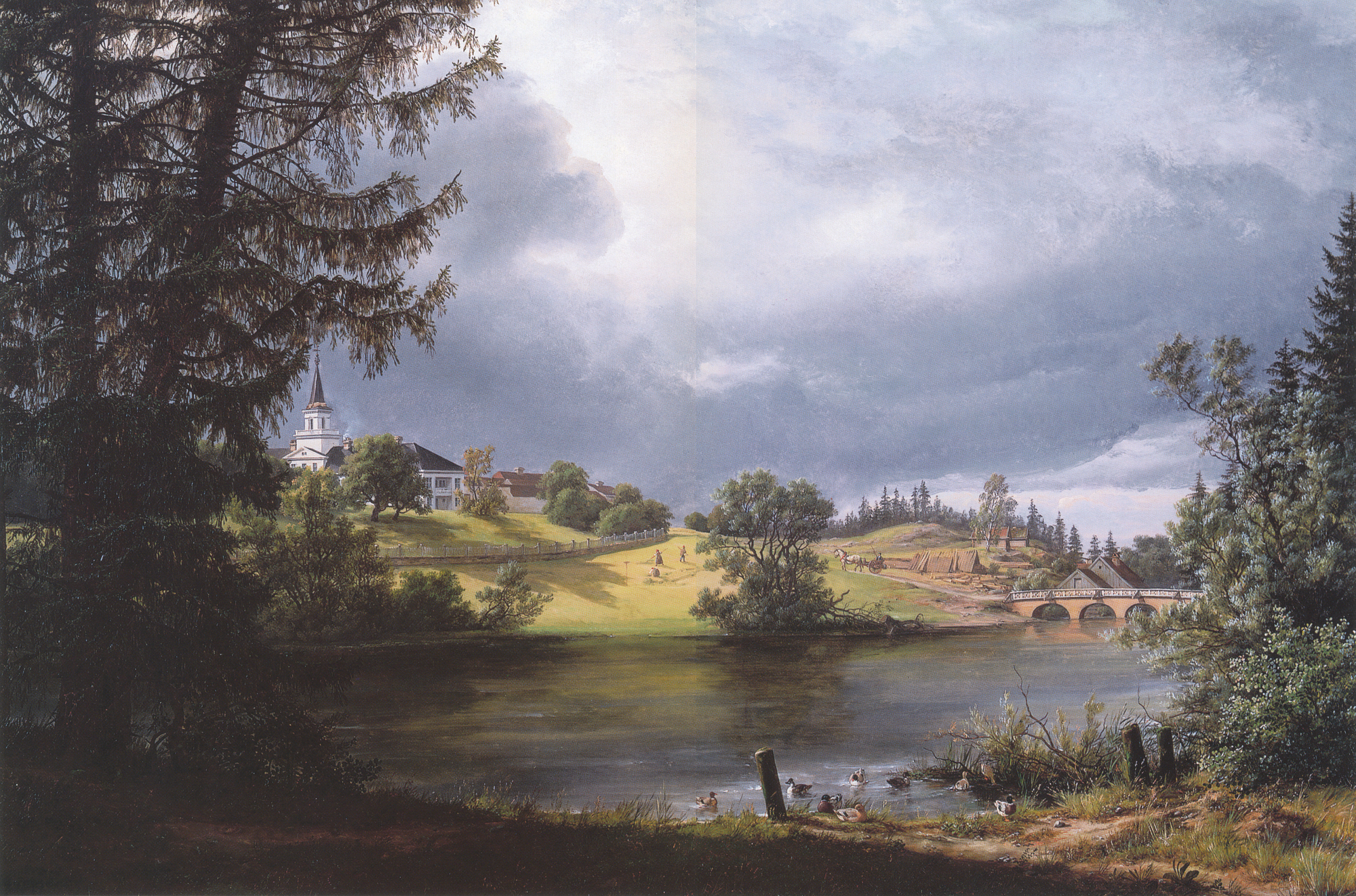
Gut Frogner, 1842 für Benjamin Wegner von Johan Christian Clausen Dahl gemalt

Wegners Enkel Harald Nørregaard, von Edvard Munch gemalt (1899)

Ihre Kinder, die alle in Norwegen geboren wurden, waren mit Mitgliedern prominenter norwegischer Familien (le Normand de Bretteville, Vibe, Paus und Nørregaard) verheiratet. Sein Sohn Johann Ludwig Wegner (* 1830), Richter in Norwegen, war mit Blanca Bretteville, Tochter des norwegischen Premierministers Christian Zetlitz Bretteville, verheiratet und Schwiegervater des Präsidenten des Obersten Gerichtshofes Karenus Kristofer Thinn. Wegners zweiter Sohn Heinrich Benjamin Wegner (* 1833) war Holzhändler, der jüngste Sohn George Wegner (* 1847) Rechtsanwalt am Obersten Gerichtshof.
Benjamin Wegner gilt als Stammvater der norwegischen Familie Wegner, die zahlreiche prominente Mitglieder zählt. Zu seinen Enkeln gehören der international bekannte Kriegsberichterstatter und Arbeitsminister in der Provisorischen Regierung Chinas, Benjamin Wegner Nørregaard, der Präsident des Norwegischen Roten Kreuzes Nikolai Nissen Paus, der Direktor des Norwegischen Arbeitgeberverbandes George Wegner Paus, der Präsident der norwegischen Anwaltskammer Harald Nørregaard und der Weinhändler und Konsul in Tarragona Ludvig Paul Rudolf Nørregaard. Seine Nachkommen leben unter anderem in Norwegen und Spanien.